# Оттмарсгаймський міст
47°46′32″ пн. ш. 7°31′48″ сх. д. / 47.775583333333° пн. ш. 7.53° сх. д.
Оттмарсгаймський міст (нім. Rheinbrücke Ottmarsheim) — транскордонний міст через Рейн між німецьким містом Штайненштадт і французьким містом Оттмарсгайм на 194,3 км Рейну. У Південному Бадені він сполучає німецьку федеральну автомагістраль A5 з французькою автострадою A36.
У 2003 році мостом щодня проїжджало близько 14 790 автомобілів.

## Історія
17 листопада 1977 року Французька Республіка та Федеративна Республіка Німеччина підписали договір щодо будівництва мосту.
Міст побудували французькі будівельні компанії, із застосуванням французьких правил і стандартів, на основі проєкту французької адміністрації автодоріг SETRA (фр. Service d'Etudes Techniques des Routes et Autoroutes).
Кожна сторона взяла на себе половину витрат на будівництво.

Міст відкрито для руху в 1981 році як частина федеральної автомагістралі A862.

## Будівництво
Міст побудовано в 1977—1979 рр. з використанням консольної конструкції зі збірних сегментних елементів.
Балковий міст довжиною 250 м є трипролітною зігнутою попередньо напруженою бетонною конструкцією, що складається з верхніх конструкцій шириною 13,5 м для трьох смуг руху в кожному напрямку.
Крайові прогони — 70 м і середній прогін — 110 м.
Верхня частина спроєктована як порожниста коробчаста балка, висота якої коливається від 7,0 м над опорами до 2,5 м всередині мосту.

На заході за Оттмарсгаймським мостом побудовано попередньо напружений бетонний міст через Великий Ельзаський канал, сполучення з A36, який має довжину 429,5 м і максимальний прогін 171,9 м.
Конструкція побудована зі збірних сегментних елементів, які складаються переважно з легкого бетону.